# Sophie Kinsella
Sophie Kinsella (Londres, Reino Unido, 12 de diciembre de 1969) es una escritora británica.

## Como Sophie Kinsella
The Shopaholic series
1. The Secret Dreamworld of a Shopaholic (también titulada Confessions of a Shopaholic) (2000)
2. Shopaholic Abroad (también titulada Shopaholic Takes Manhattan) (2001)
3. Shopaholic Ties The Knot (2001)
4. Shopaholic on Honeymoon (Free ebook short story) (2014)
5. Shopaholic & Sister (2004)
6. Shopaholic & Baby (2007)
7. Mini Shopaholic (2010)
8. Shopaholic to the Stars (2014)
9. Shopaholic to the Rescue (2015)

#### Standalone novels
- Can You Keep a Secret? (2003)
- The Undomestic Goddess (2006)
- Remember Me? (2008)
- Twenties Girl (2009)
- I've Got Your Number (2012)
- Wedding Night (2013)
- Finding Audrey (2015)
- My Not So Perfect Life (2017)
- Surprise Me (2018)